# 湯楽の里
湯楽の里（ゆらのさと）は、東京都の不動産会社サンフジ企画グループのスパサンフジが運営するスーパー銭湯チェーン。一部、喜楽里（きらり）の店名でも出店している（本項ではこちらの店舗についても扱う）。

## 概要
1992年4月28日に茨城県取手市に1号店となる極楽湯取手店をオープン（2024年1月閉店）。2号店からは独自のブランド「湯楽の里（ゆらのさと）」を開発し（その後1号店も2006年7月22日に「湯楽の里」に編入）、以降首都圏郊外を中心に展開している、また数店舗では天然温泉を使用している。また、喜楽里の店名で営業している店舗では小学生以下もしくは未就学児入館を入浴不可としている。同社グループが住宅展示場事業を手がけていることもあり、閉鎖した住宅展示場跡地を活用している店舗もある。

## 店舗

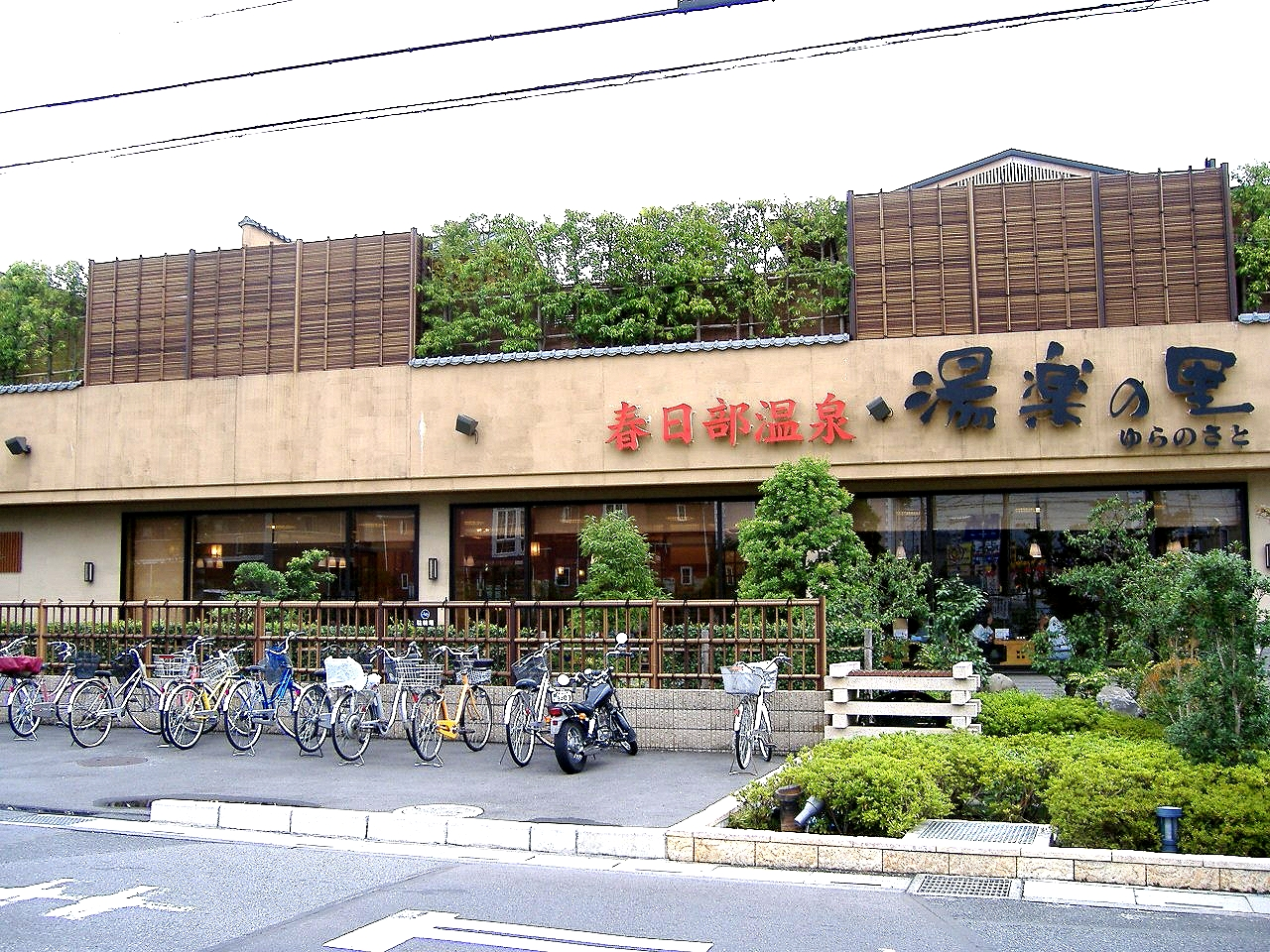
春日部温泉 湯楽の里

（太字で記した店舗は天然温泉使用）
- 松戸店
千葉県松戸市、京成松戸線上本郷駅下車、県道松戸鎌ヶ谷線沿い
営業開始：2001年4月27日

- 土浦店
茨城県土浦市、JR常磐線土浦駅下車
営業開始：2001年8月9日
湯楽の里として営業を開始し、丸10年目となる2011年3月11日に東日本大震災で被災した。同年8月10日に内風呂のみで先行営業再開、さらに同年9月28日には露天風呂も含めて全面リニューアル工事が完了し、本格営業再開となった。

- 伊勢崎店
群馬県伊勢崎市、東武伊勢崎線新伊勢崎駅よりタクシー、国道354号（東毛広域幹線道路）沿い
営業開始：2001年12月21日
泉質：ナトリウム‐塩化物・炭酸水素塩泉（低張性・弱アルカリ性・高温泉）
泉温：47.9℃

- 所沢温泉
埼玉県所沢市、西武新宿線新所沢駅よりバス
営業開始：2002年2月1日（2005年3月18日より天然温泉使用）
泉質：ナトリウム・カルシウム‐塩化物泉（低張性・弱アルカリ性・低温泉）
泉温：26.5℃

- 北本温泉
埼玉県北本市二ツ家、JR高崎線桶川駅・北本駅よりバス、旧中山道沿い
営業開始：2002年3月13日（2005年3月18日より天然温泉使用）
泉質：アルカリ性単純温泉（低張性・アルカリ性・低温泉）
泉温：28.0℃

- 熊谷温泉
埼玉県熊谷市、秩父鉄道石原駅より徒歩
営業開始：2002年6月14日（2005年3月18日より天然温泉使用）
泉質：単純温泉（低張性・弱アルカリ性・温泉）
泉温：33.3℃

- 昭島温泉
東京都昭島市、JR青梅線昭島駅よりバス、東京都道220号昭島停車場熊川線沿い
営業開始：2003年8月6日（2011年2月2日より天然温泉使用）
泉質：アルカリ性単純温泉（低張性・アルカリ性・温泉）
泉温：37.8℃

- 市原温泉
千葉県市原市、JR内房線浜野駅下車、県道八幡菊間線沿い
営業開始：2003年9月12日（2007年12月8日より天然温泉使用）
泉質：ナトリウム－塩化物強塩泉（高張性・弱アルカリ性・低温泉）
泉温：29.0℃

- 相模原・下九沢温泉
神奈川県相模原市、京王相模原線・JR横浜線橋本駅よりバス、県道厚木城山線沿い
営業開始：2005年3月31日
泉質：ナトリウム－塩化物・炭酸水素塩泉（低張性・アルカリ性・低温泉）
泉温：29.3℃

- 春日部温泉
埼玉県春日部市、東武伊勢崎線（東武スカイツリーライン）春日部駅下車、国道4号沿い
営業開始：2005年4月26日
泉質：ナトリウム－塩化物強塩泉（高張性・中性・高温泉）
泉温：43.0℃

- 日立店
茨城県日立市、JR常磐線常陸多賀駅下車、国道245号沿い
営業開始：2005年7月15日

- 船橋温泉
千葉県船橋市、東武野田線（東武アーバンパークライン）塚田駅・新船橋駅下車
営業開始：2005年8月4日（2007年12月8日より天然温泉使用）
泉質：ナトリウム－塩化物強塩泉（高張性・中性・温泉）
泉温：34.0℃

- JFA夢フィールド 幕張温泉
千葉県千葉市美浜区、JR京葉線海浜幕張駅より送迎バス、もしくは路線バス。同駅より徒歩25分程度。
営業開始：2020年7月15日
泉質：含よう素　ナトリウム塩化物泉
泉温：31.5℃

- 栃木温泉
栃木県栃木市、東武日光線新栃木駅下車
営業開始：2005年12月5日
泉質：ナトリウム－炭酸水素塩泉（低張性・弱アルカリ性・高温泉）
泉温：47.1℃

- 溝口温泉　喜楽里
神奈川県川崎市高津区、東急田園都市線溝の口駅・JR南武線武蔵溝ノ口駅よりバス
営業開始：2006年11月8日
泉質：ナトリウム－塩化物・炭酸水素塩泉（低張性・弱アルカリ性・温泉）
泉温：40.5℃
小学生以下の入館不可

- 宮沢湖温泉　喜楽里 別邸
埼玉県飯能市、西武池袋線飯能駅よりバス
営業開始：2009年5月21日
泉質：アルカリ性単純温泉（低張性・アルカリ性・低温泉）
泉温：32.4℃
未就学児の入館不可

- 横須賀温泉
神奈川県横須賀市、京急本線馬堀海岸駅下車、国道16号沿い、横浜横須賀道路馬堀海岸ICすぐ
営業開始：2011年4月20日
泉質：ナトリウム－塩化物強塩泉（高張性・中性・高温泉）
泉温：44.9℃

- 国立温泉
東京都国立市、JR南武線矢川駅下車、徒歩15分
営業開始：2011年11月21日
泉質：ナトリウム－塩化物泉（低張性・弱アルカリ性・高温泉）
泉温：48.5℃

- ひたちなか温泉　喜楽里 別邸
茨城県ひたちなか市、JR常磐線勝田駅よりバス
営業開始：2014年10月8日
泉質：ナトリウム－炭酸水素塩・塩化物泉（低張性・弱アルカリ性・高温泉）
泉温：47.1℃
未就学児の入館不可

- 酒々井温泉
千葉県印旛郡酒々井町、京成本線京成酒々井駅・JR成田線酒々井駅よりバス
営業開始：2015年12月2日
泉質：含よう素-ナトリウム-塩化物強塩泉(高張性・弱アルカリ性・低温泉)
泉温：34.6℃

- つくば温泉　喜楽里 別邸
茨城県つくば市、首都圏新都市鉄道つくばエクスプレス研究学園駅よりバスもしくは徒歩15分
営業開始：2018年4月25日
泉質：ナトリウム-塩化物泉（低張性･弱アルカリ性･低温泉）
泉温：35℃
未就学児の入館不可

- 横浜青葉温泉　喜楽里 別邸
神奈川県横浜市青葉区、東急こどもの国線こどもの国駅より徒歩7分・小田急小田原線鶴川駅よりバス
営業開始：2024年3月20日（2024年11月23日より天然温泉使用）
泉質：ナトリウム-炭酸水素塩・塩化物塩泉
未就学児の入館不可

### 閉店した店舗

川越店

- 川越店
埼玉県川越市、国道254号沿い
営業期間：2001年12月14日 - 2010年1月31日

- 喜楽里 流山豊四季店
千葉県流山市、東武野田線豊四季駅下車
営業期間：2001年12月25日 - 2010年1月31日

- 横浜瀬谷店
神奈川県横浜市瀬谷区、相鉄本線瀬谷駅下車
営業期間：2003年3月12日 - 2014年6月30日

- 取手店
茨城県取手市、関東鉄道常総線寺原駅下車、国道294号沿い。
営業期間：1999年12月11日（極楽湯として）、2006年7月22日（湯楽の里として） - 2024年1月8日[1]
サンフジ企画が手がけた温浴施設の一号店。以前は極楽湯チェーンのFCとして運営されていたが、FC契約満了に伴い2006年4月11日に極楽湯としての営業を終了[2]。同年、湯楽の里チェーンに編入され、2024年1月に営業終了[1]。